# Burn the Jukebox
Burn the Jukebox is een Amerikaanse indiepoprock- en rock-'n-rollband uit Northeastern (Pennsylvania). De band werd in 2020 opgericht en brengt zowel covers als eigen muziek uit. Burn the Jukebox kreeg al vrij snel bekendheid door een jaar lang dagelijks een nieuwe cover op sociale media te plaatsen. Sinds 2021 is de band zich ook gaan richten op het schrijven van geheel eigen nummers.

## Etymologie
De naam Burn the Jukebox verwijst naar de wens om jukeboxen te vervangen door livemuziek.

## Geschiedenis
Burn the Jukebox werd in 2020 opgericht door gitarist Luke Vanchure en zangeres en gitariste Virginia Franks. Kort daarop vroeg het duo Carter Dennis, die zij van school kende, om de drums te bespelen. Ook voegde zanger en toetsenist Ethon Cutillo zich bij de band.
Al vrij snel geraakte Burn the Jukebox door sociale media plotsklaps bekend: de band plaatste een jaar lang elke dag een nieuwe cover op de kanalen en ging daardoor viral op onder andere TikTok, Facebook en Instagram. Op TikTok heeft de band daardoor anno 2024 meer dan een miljoen volgers. Het eerste nummer dat voor grote bekendheid zorgde was een cover van 99 Red Balloons van de Duitse rockband Nena. De cover werd in korte tijd meer dan zeven miljoen keer beluisterd.
Sinds 2021 richt Burn the Jukebox zich tevens op het schrijven van eigen nummers. Op 29 april 2022 verscheen de vijfde single van eigen hand, Make You Better. De single werd gemasterd in Abbey Road Studios. In de zomer van 2022 ging Burn the Jukebox op een grote toer. Eerder stond de band ook al op diverse podia, onder andere op Broadway en als hoofdact op een festival in Nashville (Tennessee).
In oktober 2023 bracht Burn the Jukebox het nummer Not Me Being Crazy uit, waarin het thema mentale gezondheid centraal stond. Op 27 september 2024 verscheen de single Reflection (In Your Eyes). Het was de eerste keer dat de band een duet tussen zangeres Virginia Franks en zanger Ethan Cutillo ten gehore bracht (tot dan toe verzorgde Franks doorgaans louter lead- of aanvullende zang). Ook begon de band dat jaar een Patreonpagina.
In 2025 ging Burn the Jukebox op een uitverkochte tour. Kort daarop verliet zanger en toetsenist Ethan Cutillo de band; hij werd vervangen door Luke Hoffman.

## Muziekstijlen
Burn the Jukebox speelt diverse muziekstijlen, variërend van poprock tot indiepop(rock), rock-'n-roll en electropop. De bandleden hebben aangegeven geïnspireerd te zijn door classicrockbands als Queen en modernere rockbands als Paramore.

## Discografie

### Singles
| Jaar | Titel                          | Opmerkingen                |
| ---- | ------------------------------ | -------------------------- |
| 2020 | Happy Xmas (War is over)       | cover van Plastic Ono Band |
| 2021 | Reboot                         |                            |
| 2021 | Reboot (Reboot) [The Remix]    | met Where are the Gods?    |
| 2021 | Meltdown                       |                            |
| 2021 | These Are the Days             | cover                      |
| 2021 | Christmas Wrapping             |                            |
| 2022 | Caves                          |                            |
| 2022 | Make You Better                |                            |
| 2022 | Game On                        |                            |
| 2022 | Please Come Home for Christmas | cover van Charles Brown    |
| 2023 | Hello World                    |                            |
| 2023 | Old                            |                            |
| 2023 | Not Me Being Crazy             |                            |
| 2024 | Turbulence                     |                            |
| 2024 | Sugarcoat                      |                            |
| 2024 | Homesick                       |                            |
| 2024 | Reflection (In Your Eyes)      |                            |
| 2024 | Deviant                        |                            |